# 스콧 베선트
스콧 베선트(영어: Scott Bessent, 1962년 8월 21일~)는 미국의 투자자이자 헤지펀드 매니저로, 글로벌 투자사인 키스퀘어 그룹의 창립자이다. 현재는 미국 재무장관으로 재임 중이다. 트럼프의 경제 정책을 지지하고 경제 고문으로 일해온 만큼 도널드 트럼프 2기 행정부의 재무장관 유력한 후보로 거론되어 오다, 2024년 11월 22일 정식 지명되었다.

## 생애
베선트는 사우스캐롤라이나주 콘웨이 출생이다. 그의 아버지는 부동산 중개인이었다. 그는 1984년 정치학 학사 학위로 예일 대학교를 졸업하였다. 대학생 시절 교내 신문인 예일 데일리 뉴스에서 기사를 쓰고 편집자를 맡았다.

## 경력
베선트는 짐 로저스의 인턴으로 일하였다. 1992년 베선트는 영국 파운드의 붕괴에 대한 베팅으로 회사에 10억 달러 이상의 수익을 안겨준 팀의 주요 멤버였다. 2013년 일본 엔화에 대한 그의 베팅 또한 추가 이익을 가져왔다.
그는 소로스 펀드 매니지먼트에서 일하였다. 창립자 조지 소로스의 최측근으로 간주된다. 하지만 2000년 사임한 후 10억 달러 규모의 헤지펀드를 설립하였다. 해당 기금은 2005년에 폐쇄되었다. 또한 펀드 오브 펀드 Protégé Partners의 수석 투자 자문가였기도 하다.
베선트는 예일 대학의 대학 협의회에 참여하여 왔으며, 록펠러 대학교 이사회의 투자 위원회 의장이며 집행위원회 위원을 맡았다.
2016년 대선의 도널드 트럼프 선거 캠프에 약 200만 달러(약 28억원)를 기부하였다.
2024년 11월 22일, 도널드 트럼프 미국 대통령 당선인이 이끄는 2기 행정부의 재무부 장관직에 낙점되었다.
"그는 세계 최고의 국제 투자자이자 지정학·경제적 전략가 중 한 명으로 널리 존경받는다. 베선트는 오랫동안 미국 우선주의 의제를 강력하게 지지하였다. 위대한 미국의 건국 250주년을 앞두고 그는 세계 최고의 경제, 혁신과 기업가 중신의 중심지, 자본의 목적지로서 미국의 입지를 강화하고 동시에 미국 달러를 세계 기축 통화로 유지하면서 새로운 황금기를 여는 걸 도와줄 것이다.— 도널드 트럼프의 지명 성명 중 (2024년 11월 22일)

## 같이 보기
- 제2차 도널드 트럼프 내각